# Prisco Átalo
Prisco Átalo (m. após 416) foi por duas vezes um usurpador (409 e 414) contra o imperador Honório, com o apoio dos visigodos.

## História
Prisco Átalo era um grego da Ásia, cujo pai tinha se mudado para Itália sob Valentiniano I. Átalo foi um importante senador do Império Romano, que serviu como prefeito urbano em 409. Ele foi duas vezes proclamado imperador pelos visigodos como forma de tentar impor sua vontade sobre o incompetente imperador Honório, em Ravena.
Ele deteve o título de imperador durante 409 e, depois, em Burdígala (moderna Bordéus, na França), em 414, mas seus dois reinados duraram apenas uns poucos meses. O primeiro período terminou quando Alarico I entendeu que ele estava emperrando as negociações com Honório. O segundo, quando ele foi abandonado pelos visigodos e foi eventualmente capturado pelos homens de Honório e foi obrigado a participar de um triunfo que o imperador celebrou nas ruas de Roma, em 416, tendo sofrido o corte de dois dedos de uma mão como punição pelas duas vezes que usurpara o título imperial. Prisco terminou seus dias exilado nas Ilhas Eólias.
Quando decidiu permanecer com os visigodos durante sua marcha pela Itália e depois Gália, Prisco Átalo foi obrigado a converter-se ao arianismo.